# Фонд Элтона Джона по борьбе со СПИДом
СПИД-фонд Элтона Джона (англ. Elton John AIDS Foundation(EJAF)) — некоммерческая организация, учреждённая рок-музыкантом сэром Элтоном Джоном в Соединенных Штатах (1992) и в Соединенном Королевстве (1993) для поддержки инновационных ВИЧ/СПИД профилактик, образовательных программ, услуг по уходу и поддержке для людей, заражённых ВИЧ/СПИДом.
Фонд собрал более $200 млн на поддержку программ по ВИЧ/СПИДу в пятидесяти пяти странах.
Организация ведёт свою работу за счёт поступлений от специальных мероприятий, связанных с маркетинговыми проектами, и добровольных взносов отдельных лиц, корпораций и фондов.
В 1993 году организация начала проведение ежегодного мероприятия Elton John AIDS Foundation Academy Award Party (en).

## Происхождение
Идея создать организацию появилась благодаря юному другу Джона Райану Уайту, который оказался заражён СПИДом в результате переливания крови. Он умер в 1990 году. Трагедия Уайта, его незаурядные человеческие качества, привлекли к внимание к проблеме терпимости общества по отношению к больным СПИДом. Организация по сей день продолжает свою деятельность в области образовательных программ и благотворительности.

## Покровители
Список покровителей и членов Фонда:
- Waheed Alli, Baron Alli
- Борис Беккер
- Дэвид Бекхэм
- Виктория Бекхэм
- Arpad Busson
- Дэвид Фрост
- Элизабет Хёрли
- Энни Леннокс
- Tamara Mellon
- Майк Джордж
- Саймон Рэттл
- Grey Ruthven, 2nd Earl of Gowrie
- Стинг
- Trudie Styler
- Нил Теннант
- Эмма Томпсон
- Донателла Версаче

## Объявление «нежелательной организацией» в России
В апреле 2025 года  американский и британский фонды Элтона Джона объявили «нежелательной организацией» в России. Генеральная прокуратура РФ заявила, что они «сосредоточены на пропаганде нетрадиционных сексуальных отношений, западных моделей семьи и смены пола», «прикрываясь гуманитарными проектами, тесно взаимодействуют с международными институтами, продвигающими идеи экономической блокады нашей страны», «участвуют в информационной кампании Запада по очернению России», «активно участвует в информационной кампании „коллективного Запада“ по дискредитации традиционных ценностей и эскалации социальной напряженности».